# Camponotus mocsaryi
Camponotus mocsaryi é uma espécie de inseto do gênero Camponotus, pertencente à família Formicidae.